# Климент (Болгаров)
Епи́скоп Кли́мент (в миру Фома Димитров Болгаров, болг. Тома Димитров Българов; 29 ноября 1882 — 8 сентября 1942) — епископ Болгарской православной церкви, титулярный епископ Главиницкий, наместник Болгарского экзархата в Константинополе.

## Биография
Родился 29 ноября 1882 года в южномакедонской деревне Цкалохор.
15 марта 1906 года принял монашество с именем Климент и в том же году был рукоположен в сан диакона. 8 сентября 1912 года был рукоположен в сан пресвитера. В том же году окончил Богословский факультет Черновицкого университета.
Служил приходским священником в Константинополе и в Софии. Во время Первой мировой войны служил в качестве протосинкелла Пелагонийской митрополии. 27 сентября 1917 года был возведён в сан архимандрита и до 1920 года служил протосинкеллом Неврокопской митрополии.
21 сентября 1932 года был рукоположен в титулярного епископа Главиницкого и был назначен викарием представителем Болгарского экзархата в Константинополе митрополита Бориса, который и возглавил его хиротонию.
В 1936 году, после отъезда митрополита Бориса в Константинополе, епископ Климент берет на себя экзархийского наместника наместничество. А после того, как митрополит Скопский Неофит покинул Адрианополь в 1937 году, под его опекой остались все болгары в Европейской Турции.
Скончался 8 сентября 1942 года в Стамбуле. Похоронен у южной стены болгарского храма святого Дмитрия.